# Isodon parvifolius
Isodon parvifolius là một loài thực vật có hoa trong họ Hoa môi. Loài này được (Batalin) H.Hara mô tả khoa học đầu tiên năm 1985.